# La Langue française
Albums de Léo Ferré
Récital Léo Ferré à l'Alhambra
(1961) Flash ! Alhambra - A.B.C.
(1963)
La Langue française est un album de Léo Ferré paru en 1962. Sans titre à l'origine, il est désormais identifié par celui de la chanson qui ouvre le disque.

## Titres
Textes et musiques sont de Léo Ferré. 
| 1. | La Langue française | 3:38 |
| 2. | Les Bonnes Manières | 3:35 |
| 3. | La Vieille Pèlerine | 2:54 |
| 4. | Ça t'va             | 3:04 |
| 5. | EP Love             | 3:27 |
| 6. | Mister Giorgina     | 4:00 |

| 7.  | T'es chouette     | 2:24 |
| 8.  | Ça s'lève à l'est | 3:28 |
| 9.  | Plus jamais       | 4:06 |
| 10. | La vie est louche | 2:57 |
| 11. | Les Tziganes      | 3:06 |
| 12. | T'es rock, coco ! | 2:49 |

## Production
- Arrangements et direction musicale : Paul Mauriat (titres 1, 2, 6, 7), Jean-Michel Defaye (titres 3-5, 8-12)
- Crédits visuels : Jean-Pierre Sudre
- Texte pochette originale : Léo Ferré